# Watra (jezioro)
Jezioro Watra – jezioro wytopiskowe położone na Pojezierzu Bytowskim w miejscowości Udorpie nieopodal Bytowa. Powierzchnia zwierciadła wody wynosi około 4,8 ha. Zwierciadło wody położone jest na wysokości 159,2 m n.p.m, natomiast głębokość jeziora wynosi 4 m.

## Historia i lokalne znaczenie
Na przedwojennych mapach jezioro nosiło niemiecką nazwę Hygendorfer See od nazwy okolicznej miejscowości Hygendorf - obecne Udorpie. Po II wojnie światowej, kiedy okoliczne tereny zostały przyznane Polsce nie nosiło żadnej nazwy.
Od 1992 roku, ze względu na sąsiedztwo terenów należących do miejscowej greckokatolickiej parafii, odbywa się w okolicach jeziora rokroczna impreza mniejszości ukraińskiej – Bytowska Watra, której nazwa pochodzi od tradycyjnego łemkowskiego ogniska - watry. W związku z tym pobliskiemu jezioru nadano taką nazwę.